# Pátmosz
Pátmosz (görögül Πάτμος) kis görög sziget az Égei-tengerben, a Dodekanészosz-szigetcsoport tagja. Területe 34,6 km², lakossága 3000 fő. A legmagasabb pontja a Profíti Ilía, 269 méterrel a tengerszint felett. A két legfontosabb település Szkála, az egyedüli kikötő, és Hóra.
Pátmosz egyik nevezetessége az, hogy szerepel a Bibliában, A jelenések könyvének első részében:
„9. Én János, a ki néktek atyátokfia is vagyok, társatok is a Jézus Krisztus szenvedésében és királyságában és tűrésében, a szigeten valék, a mely Páthmósnak neveztetik, az Isten beszédéért és a Jézus Krisztus bizonyságtételéért.

10. Lélekben valék ott az Úrnak napján, és hallék hátam megett nagy szót, mint egy trombitáét.”
– Károlyi Gáspár fordítása

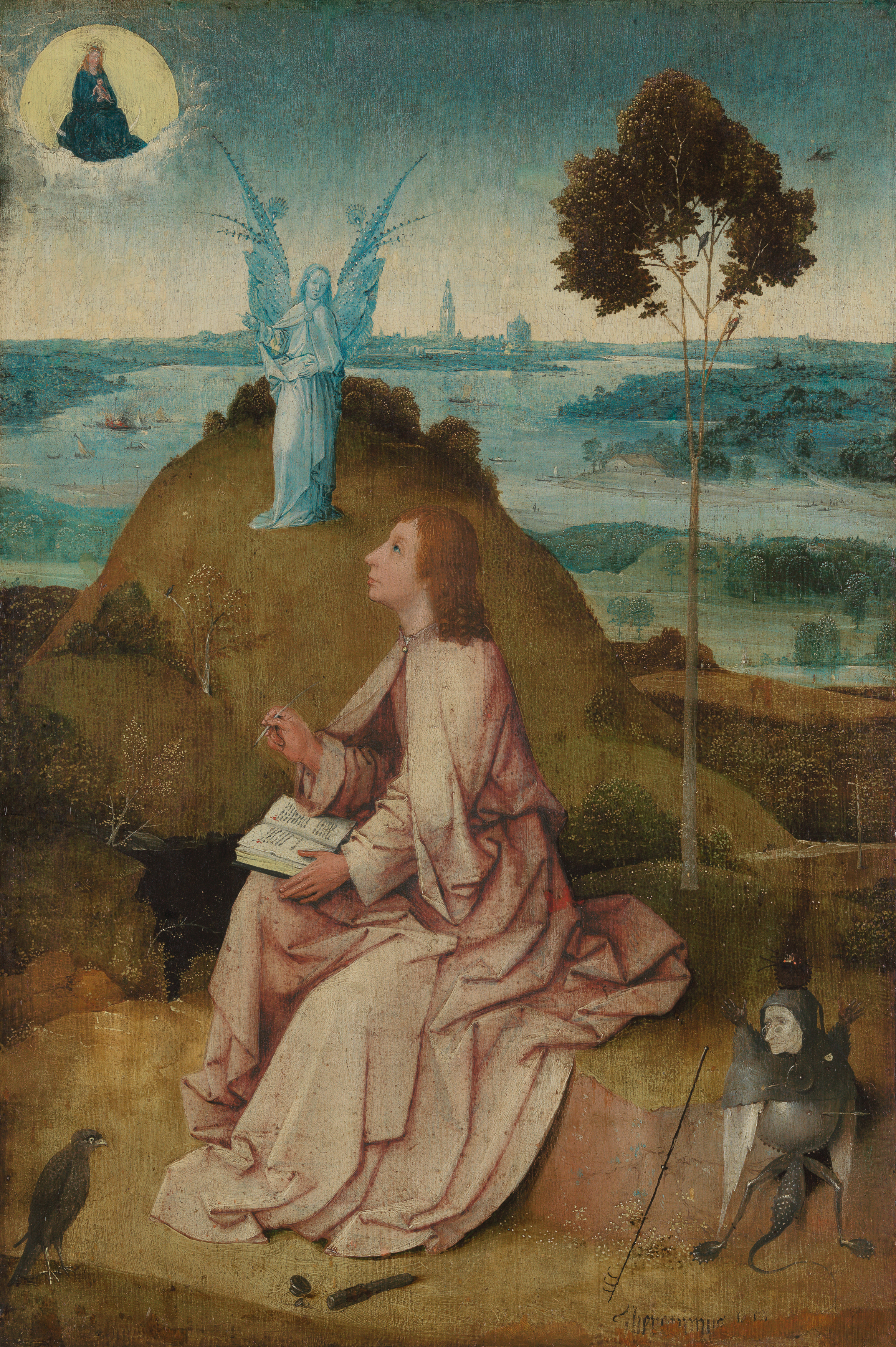
Hieronymus Bosch: János evangélista Patmosz szigetén

96-ban a Domitianus által száműzött János evangélista Patmosz szigetén látta azt a látomást, amelyet leírt a Jelenések könyvében. Emiatt a szigetet gyakran keresik fel keresztény zarándokok, főleg a barlang miatt, ahol Jánosnak megjelentek a látomások.
Patmoszon található a Patmoszi Iskola is, egy nevezetes görög szeminárium.
A Szent Jánosról elnevezett kolostort 1088-ban alapította Szent Krisztodulosz, I. Alexiosz bizánci császár támogatásával. A kolostor helyén korábban egy Artemisz-szentély állt. Az erődítményszerű kolostor és híres könyvtára, valamint a Jelenések barlangja a világörökség része.
A szigetet 1537-ben a törökök hódították meg. 1659-ben a velenceiek feldúlták a szigetet, de a kolostort megkímélték. 1912-ben a szigetet – a szigetcsoport többi tagjával együtt – az olaszok foglalták el, és csak a második világháború után nyerte vissza függetlenségét. 1948 óta ismét Görögországhoz tartozik.

## Érdekességek
Friedrich Hölderlin romantikus himnuszt írt a szigetről 1802-ben.

## Külső hivatkozások
- http://www.patmos-island.com/
- https://web.archive.org/web/20060816054329/http://www.patmos.me.uk/
- http://www.vrpatmos.co.uk Archiválva 2023. március 25-i dátummal a Wayback Machine-ben
- Képek
- Patmosz a világörökség honlapján